# Le Chevalier D'Eon
Le Chevalier D'Eon (シュヴァリエ Shuvarie?, lit. El caballero D'Eon) es una serie de anime japonesa producida por Production I.G basada en una historia original de Tow Ubukata. El anime fue originalmente emitido en Japón por la televisora WOWOW desde el 19 de agosto de 2006 hasta el 2 de febrero de 2007. La historia también ha sido adaptado a una serie de manga escrita por el mismo Tow Ubukata e ilustrado por Kiriko Yumeji, serializado en la revista Magazine Z de la editorial Kadokawa Shoten desde enero de 2005. El personaje principal está basado en la figura histórica Chevalier d'Eon, quién vivió en medio de siglo XVIII, pre-Francia Revolucionaria bajo el reinado de Luis XV.

## Argumento
Durante el reinado de Luis XV, la corte de Versalles brilla de esplendor. Una mañana el cuerpo sin vida de una joven es hallado en un ataúd que flota por el río Sena con la palabra "Salmos" escrita en la tapa. Su hermano menor, el caballero D'Eon de Beaumont, hará todo lo posible por descubrir al asesino y desvelar las razones del atroz crimen conjunto a las extrañas desapariciones de varias mujeres francesas, instigado también por el vengativo espíritu de su hermana Lia, que se aferra a este mundo anhelando justicia. Conforme avanza la investigación de D'Eon, una cadena de oscuras conspiraciones que afectan a las principales casas reales de Europa empieza a vislumbrarse. En su viaje se encontrará con tres compañeros que lo ayudarán en su misión.

## Personajes

### Principales
D'Eon de Beaumont (デオン·ド·ボーモン Deon do Bōmon?)
Seiyū: Yūki Tai (joven), Akio Nojima (anciano)
Miembro de la policía secreta (El Secreto del Rey), trabaja en las sombras para mantener la paz y seguridad de Francia. Cuando el cadáver de su hermana Lia es descubierto en un ataúd flotando por el río Sena con la palabra "Salmos" escrita en la tapa, D'Eon lo deja todo para encontrar al asesino, viéndose inmerso en una lucha a muerte con los revolucionarios y las fuerzas sobrenaturales con el fin de descubrir la verdad, creando una extraña intriga en la que la política y la mágia se enlazan. Él se basa libremente en la figura histórica, Chevalier D'Eon. Poco después del comienzo de la serie, D'Eon estará poseído por el espíritu de su hermana muerta, quien se manifiesta durante el combate y constantemente menciona tomar su venganza.
Ubukata tenía dificultades para retratar en un solo carácter la complejidad de D'Eon, por lo que optó por crear dos caracteres en su lugar (D'Eon y su hermana, Lia) unidos entre sí mediante "un proceso oculto".
Lia de Beaumont (リア·ド·ボーモン Ria do Bōmon?)
Seiyū: Risa Mizuno
Hermana mayor de D'Eon y una hábil espadachina, Lia trabaja para El Secreto del Rey, el servicio secreto de Luis XV. Siguiendo órdenes del mismo, viajó a Rusia y estableció buenas relaciones con la Emperatriz Elizabeth. Tras su asesinato por un autor desconocido, su espíritu iracundo y lleno de ira se niega a abandonar este mundo, poseyendo el cuerpo de su hermano cuando este no puede parar su fuerza.
Robin (ロビン Robin?)
Seiyū: Megumi Matsumoto
Joven bajo a las órdenes de la Reina María. Ella es quien le asigna la tarea de unirse a D'Eon y el resto del grupo. Pese a su juventud, odia que le traten como a un niño y su lealtad hacia la reina y compañeros es de admiración. Robin usa como arma una pistola de chispa que no duda en usar, pese a que en realidad nunca ha matado a nadie ni desea hacerlo bajo ningún concepto.
Durand (ヂュラン Juran?)
Seiyū: Ken Narita
Un joven y apuesto espadachín, discípulo del legendario maestro Teillagory, cuya habilidad con la espada llega casi a igualar a la de este. Adepto al estilo de esgrima florentino, maneja la espada con la mano derecha y una daga con la izquierda al mismo tiempo. Aunque a veces su lealtad puede parecer ambigua, desarrolla una profunda relación de amistad con D'Eon y el resto del grupo, haciendo hincapié en intentar proteger la integridad de Robin tomándolo bajo su ala. Atesora un miserioso reloj de bolsillo con las siglas nqm (símbolo de los salmos de venganza) pese a que no funciona correctamente. Él amaba a Lia y a veces refleja ese cariño en su hermano D'Eon.
Teillagory (テラゴリー Teragorī?)
Seiyū: Haruo Sato
El instructor de esgrima de D'eon y Lia. Tellagory es un legendario y respetado caballero desde los días de Luis XIV. Lleva una espada antigua que le fue entregada por Luis XIV en persona (también con la marca nqm) Es él quien propone el nombre de los cuatro mosqueteros, basándose en los personajes de la novela de Alexandre Dumas para nombrar a los cuatro enviados. Tegallory tenía un hijo, Jules Francois, que murió durante la guerra contra Austria. Tomomi Ozaki utilizó como base para el diseño del personaje al actor Anthony Hopkins en su papel de Don Diego de la Vega en La máscara del Zorro.

## Media

### Manga
Ilustrado por Kiriko Yumeji y escrita por Tow Ubukata, cuenta con una historia que es casi completamente diferente de la serie de anime. Es descrita por Ubukata como "un intento de humor de combinar a D'Eon de Beaumont, la Francia del siglo XVIII, y una historia de superhéroes". La historia se centra en D'Eon de Beaumont, un oficial de policía, que también es miembro de la policía secreta del rey Luis XV (El secreto del rey), y sus relaciones con un culto que sacrifica vírgenes para sus rituales.
Fue serializado en la revista Magazine Z de la editorial Kadokawa Shoten, siendo su primer volumen publicado en octubre de 2005 y su último en septiembre de 2008, recopilando ocho volúmenes (tankōbon) en total. Del Rey publicó el primer volumen del manga en los Estados Unidos el 26 de junio de 2007, completando los ocho volúmenes restante a partir del 27 de julio de 2010.

### Anime
Le Chevalier D'Eon se emitió en Japón por la televisora WOWOW del 19 de agosto de 2006 al 2 de febrero de 2007. Animax también emitió la serie en Japón, así como por sus respectivas redes en todo el mundo, incluyendo sus redes de inglés en el sudeste de Asia y la India. El primer episodio de la serie también se proyectó en el Festival Internacional de Animación de Ottawa en septiembre de 2006.
En octubre de 2007, Media Factory lanzó en Japón la serie en formato DVD con doce volúmenes que contenía dos episodios cada uno. La serie fue licenciada originalmente en Norteamérica por ADV Films, pero los derechos de la serie fueron transferidos a Funimation en 2008, junto con los derechos a varias otras series de anime. ADV Films lanzó la serie en seis volúmenes de DVD con cuatro episodios a partir de diciembre de 2007. En diciembre de 2008, Funimation lanzó un cuadro completo conjunto de los DVD de la serie, que contiene todos los episodios en cuatro discos. Los dos primeros discos contienen comentarios, junto con algunos de los episodios de la serie, y un disco adicional con contenido extra como vídeos promocionales y entrevistas con el elenco original japonesa también está incluido. El 1 de diciembre de 2009, Funimation dio a conocer un conjunto de DVD que contiene los 24 episodios para Norteamérica.
La canción "BORN", compuesta e interpretada por Miwako Okuda, se utiliza como el tema de apertura para todos los veinticuatro episodios del anime. El tema de cierre es "OVER NIGHT" por Aya, que también es utilizada para todos los veinticuatro episodios, fue compuesta especialmente para el proyecto.

### Banda sonora
La banda sonora de la serie fue lanzado por BMG Japón (ahora conocido como Sony BMG) el 22 de noviembre de 2006. La banda sonora cuenta con veintiocho pistas de música de fondo utilizado en la serie, así como las versiones cortas del tema de apertura y temas de cierre.

## Recepción
Los críticos elogiaron Le Chevalier D'Eon por su diseño de arte y animación. Tasha Robinson de Sci Fi Weekly elogió el detalle en los diseños, pero afirmó que "todos los personajes tienen el igual aspecto de cara plana; sus trajes reciben mucha más atención que sus caras, los resultados son bonitos pero sosos". Chris Beveridge de Mania.com dijo que el "detalle y exactitud aparente en muchas escenas es simplemente genial para mirar". Del mismo modo, Brett D. Rogers de la revista Frames Per Second elogió el diseño y la animación, diciendo que están "muy bien prestados el estilo rococó y gótico para crear la apariencia de la Francia del siglo XVIII", aunque también indica que el "CGI utilizado dio un buen resultado en la reproducción de los vastos espacios, opulentas de Versalles, pero las transiciones entre estos efectos y el cuerpo principal de la animación son un poco grueso." La historia de la serie obtuvo reacciones mixtas de los críticos, Robinson se quejó de que la mayor parte de historia de la serie "cae plana", diciendo que fue "entregado demasiado rápido y con poco afecto", también la comparó con Gankutsuou del estudio GONZO". Martin Thero de Anime News Network elogió el ritmo de la serie, diciendo que es "una de las verdaderas claves para la calidad de esta serie".